# Bognár Anna
Bognár Anna (Budapest, 1975. szeptember 24. –) magyar színésznő.

## Életpályája
1981-ben, hatévesen a Magyar Rádió Gyermekstúdiójában kezdte szereplését. Tanult szteppet, modern táncot, valamint zongorázni. A Pinceszínház Színészképző iskolájának tanulója volt. 1996-tól 2003-ig az Atlantisz Színház (2000 óta Merlin Színház) tagja volt. 2003-tól 2008-ig a Nemzeti Színház tagja volt, de játszott a Vígszínházban, a Pesti Színházban, a Kőszegi Várszínházban és a Budaörsi Játékszínben is. Jelenleg a 2010-ben létrehozott Szamárfül Projekt tagja.

## Színpadi szerepei
- Weöres Sándor: Holdbeli csónakos....Helena, spártai királyné
- Marivaux: Vita a szerelemről....Dina
- William Shakespeare: Rómeó és Júlia....Júlia
- Szophoklész–Horgas Ádám: Vak meglátta, hogy kiugrott
- Georges Feydeau: A balek....Lucienne
- Horgas Ádám: Two Blind Mice
- Arisztophanész: Lüzisztraté....Mürrhine
- Szent Márton - játék....Proserpina
- Greifenstein János: St. Louis szelleme....Anne Spencer Morrow
- Hamvai Kornél: Játék az isteni Claudiusról....Venus, Messalina
- Greifenstein János: Cla-Cla-Cla....Jósnő, avagy a gyáva oroszlán
- Heiner Müller: Medeamaterial-trilógia....Első nő
- Hamvai Kornél: Az anatómus....Angelika
- Ödön von Horváth: Mesél a bécsi erdő....Második kuzin
- Dosztojevszkij: Ördögök
- Spiró György–Hamvas Béla: Szilveszter....Naura; Astib
- Koleszár Bazil Péter–Sultz Sándor: A jó pálinka itassa magát! 2.0....Bernadett
- Grimm testvérek-Szamárfül Projekt: A brémai muzsikusok
- Csepregi Zoltán: Brub....Kex
- Szutyejev: A gomba alatt
- Bátky András: Bazsó és Borka....Borka, Anyuka

## Filmjei

### Játékfilmek
- Witman fiúk (1997)
- Séta (1999)
- Gyilkosok (2000)
- Tempó (2001)
- Öcsögök (2001)
- Tesó (2003)
- Nincs mese (2004)
- Kész cirkusz (2005)

### Tévéfilmek
- Kisváros (1998)
- Na végre itt a nyár! (2002)
- Könyveskép (2006)
- Életképek (2005–2006)
- Tűzvonalban (2008)
- Presszó (2008)
- Jófiúk (2019)

## Szinkronszerepei

### Film szinkronszerepek
| Cím                              | Szerep             | Színész            |
| -------------------------------- | ------------------ | ------------------ |
| Dolan és a Cadillac              | Elizabeth Robinson | Emmanuelle Vaugier |
| Alkonytájt                       | Mae                | Jenny Wright       |
| A fehér féreg búvóhelye          | Mary Trent         | Sammi Davis        |
| Mint a kámfor                    | Pincérnő           | Betsy Monroe       |
| Donnie Darko                     | Elizabeth Darko    | Maggie Gyllenhaal  |
| Az alkonyat harcosa              | Tomoe Iinuma       | Rie Miyazawa       |
| Ginostra                         | Elena Gigli        | Francesca Neri     |
| Holdfényév                       | Bertie Knox        | Ellen Pompeo       |
| Már megint péntek                | Donna              | K.D. Aubert        |
| Az ítélet eladó                  | Lou Dell           | Carol Sutton       |
| Kenguru Jack                     | Jessie             | Estella Warren     |
| Végső állomás 2.                 | Kimberly Corman    | A.J. Cook          |
| Max Havoc és a sárkány átka      | Aya                | Marie Matiko       |
| Szent György és a sárkány        | Angela nővér       | Caroline Carvér    |
| Pillangó-hatás 2.                | Julie Miller       | Erica Durance      |
| Szavatossága lejár: 25 évesen    | Bessie             | Sascha Knopf       |
| Harry Potter és a Főnix Rendje   | Nymphadora Tonks   | Natalia Tena       |
| Motel 2.                         | Axelle             | Vera Jordanova     |
| Idegenek a pokolból              | Sterling           | Courtney Ford      |
| Buliszerviz 3.                   | Kaitlin Hayes      | Kristin Cavallari  |
| Harry Potter és a Félvér Herceg  | Nymphadora Tonks   | Natalia Tena       |
| Harry Potter és a Halál ereklyéi | Nymphadora Tonks   | Natalia Tena       |

### Sorozat szinkronszerepek
| Cím                          | Szerep                    | Színész                                             | Megjegyzés                                                               |
| ---------------------------- | ------------------------- | --------------------------------------------------- | ------------------------------------------------------------------------ |
| Rubí, az elbűvölő szörnyeteg | Rubí Pérez Ochoa          | Bárbara Mori                                        | a sorozatban két szereplőt szinkronizál mindkettőt Bárbara Mori alakítja |
| A házasság buktatói          | Defne Konuk               | Burcu Gölgedar                                      |                                                                          |
| Amerikai Horror Story        | Vivien Harmon             | Connie Britton                                      |                                                                          |
| Aranypart                    | Jessica Mackay            | Simone McAullay                                     |                                                                          |
| A szerelem foglyai           | Jennifer Robinson         | Yina Vélez                                          |                                                                          |
| Az osztag                    | Jenny                     | Annette Frier                                       |                                                                          |
| Holdfény                     | Beth Turner               | Sophia Myles                                        |                                                                          |
| Ki vagy, doki?               | Rose Tyler                | Billie Piper                                        |                                                                          |
| Szívtipró gimi               | Anita Scheppers           | Lara Cox                                            |                                                                          |
| Szulejmán                    | Hürrem szultána           | Meryem Uzerli (1–3. évad) / Vahide Perçin (4. évad) |                                                                          |
| Bűnös szerelem               | Elena Sandoval            | Sonya Smith                                         |                                                                          |
| The Cosby show               | Sondra Huxtable Tibideaux | Sabrina Le Beauf                                    |                                                                          |
| Anya                         | Gönül Aslan               | Vahide Perçin                                       |                                                                          |
| Violetta                     | Angie Cárrá               | Clara Alonso                                        | Clara Alonso színésznő aki Angie-t alakítja.                             |
| Feriha                       | Zehra Yilmaz              | Vahide Perçin                                       | Riza felesége, Feriha, Mehmed és Ömer édesanyja.                         |
| Andor                        | Vel Sartha                | Faye Marsay                                         | Az aldhani-i rablás vezetője, továbbá Mon Mothma unokatesvére.           |

### Anime/Rajzfilm
- Blood+: Otonashi Saya - Eri Kitamura (japán) - Kari Wahlgren (angol)
- Star Wars: Látomások: F - Asami Seto (japán) - Karen Fukuhara (angol)
- Dóra és barátai: Alana